# Link (unidad)
El link (generalmente abreviado como "l", "li." o "lnk."), también llamado link de Gunter, es una unidad de longitud del sistema inglés. Esta unidad deriva del sistema de medición de Gunter, que utilizaba una cadena de metal de 100 eslabones (links, en inglés) en la agrimensura de los bienes inmuebles. En el mundo de habla inglesa anterior al siglo XX los eslabones se utilizaban comúnmente para esta función, pero han entrado en desuso en la actualidad.
Un link es exactamente la 33/50 parte de un pie. Veinticinco links hacen un rod (16,5 pies). Un centenar de links forman una cadena. Un millar de links hacen un furlong. Ocho mil links equivalen a una milla.
| 1 link | = | 0,01    | cadena     |
|        | = | 0,04    | rod        |
|        | = | 0,66    | pie        |
|        | = | 7,92    | pulgadas   |
|        | = | 201,168 | milímetros |